# Yuttajak Kornchan
Yuttajak Kornchan(tiếng Thái: ยุทธจักร ก้อนจันทร์, sinh ngày 31 tháng 5 năm 1982), còn được biết với tên đơn giản Nhon (tiếng Thái: หนอน) là một cầu thủ bóng đá người Thái Lan thi đấu ở vị trí tiền vệ phòng ngự cho Chiangmai, anh đoạt chức vô địch Giải bóng đá Ngoại hạng Thái Lan năm 2008. Anh có khả năng đặc biệt với cú sút đầy uy lực.

## Sự nghiệp quốc tế
Yuttajak là một phần của Thái Lan tại Giải vô địch bóng đá Đông Nam Á 2004. Sau nhiều năm vắng bóng ở đội tuyển quốc gia, thi anh được triệu tập bởi Kiatisuk Senamuang vào tháng 6 năm 2015.

### Bàn thắng quốc tế
| #  | Ngày                 | Địa điểm                                    | Đối thủ    | Tỉ số | Kết quả | Giải đấu       |
| -- | -------------------- | ------------------------------------------- | ---------- | ----- | ------- | -------------- |
| 1. | 12 tháng 12 năm 2004 | Sân vận động Quốc gia Bukit Jalil, Malaysia | Đông Timor | 8–0   | Thắng   | Cúp Tiger 2004 |

## Danh hiệu

### Câu lạc bộ
Hoàng Anh Gia Lai
- V-League (1): 2004

Buriram United
- Giải bóng đá Ngoại hạng Thái Lan (2): 2008, 2011
- Cúp Hiệp hội Bóng đá Thái Lan (1): 2011
- Cúp Liên đoàn Bóng đá Thái Lan (1): 2011